# Bonne Nouvelle (metropolitana di Parigi)
Bonne Nouvelle è una stazione della metropolitana di Parigi situata lungo il boulevard de Bonne-Nouvelle, sulle linee 8 e 9.
Si trova all'intersezione del II, IX e X arrondissement.

## La stazione
La stazione venne aperta nel 1931 ed è stata decorata con motivi aventi per tema il cinema, in occasione del centanerario della istituzione della metropolitana di Parigi. Il nome della stazione è scritto con i caratteri della celebre scritta sita sulle colline di Hollywood a Los Angeles.
Essa ha preso il nome da un'antica cappella costruita intorno al 1563 e dedicata a Notre-Dame-de-Bonne-Nouvelle in riferimento all'annunciazione di Maria vergine. La Cappella venne demolita nel 1591, durante l'assedio di Parigi da parte del futuro Enrico IV. La regina Anna d'Austria pose la prima pietra di una nuova chiesa nel 1624. Quest'ultima venne poi demolita nel 1823, ad esclusione del chiostro che venne annesso al nuovo tempio costruito fra il 1823 e il 1830.

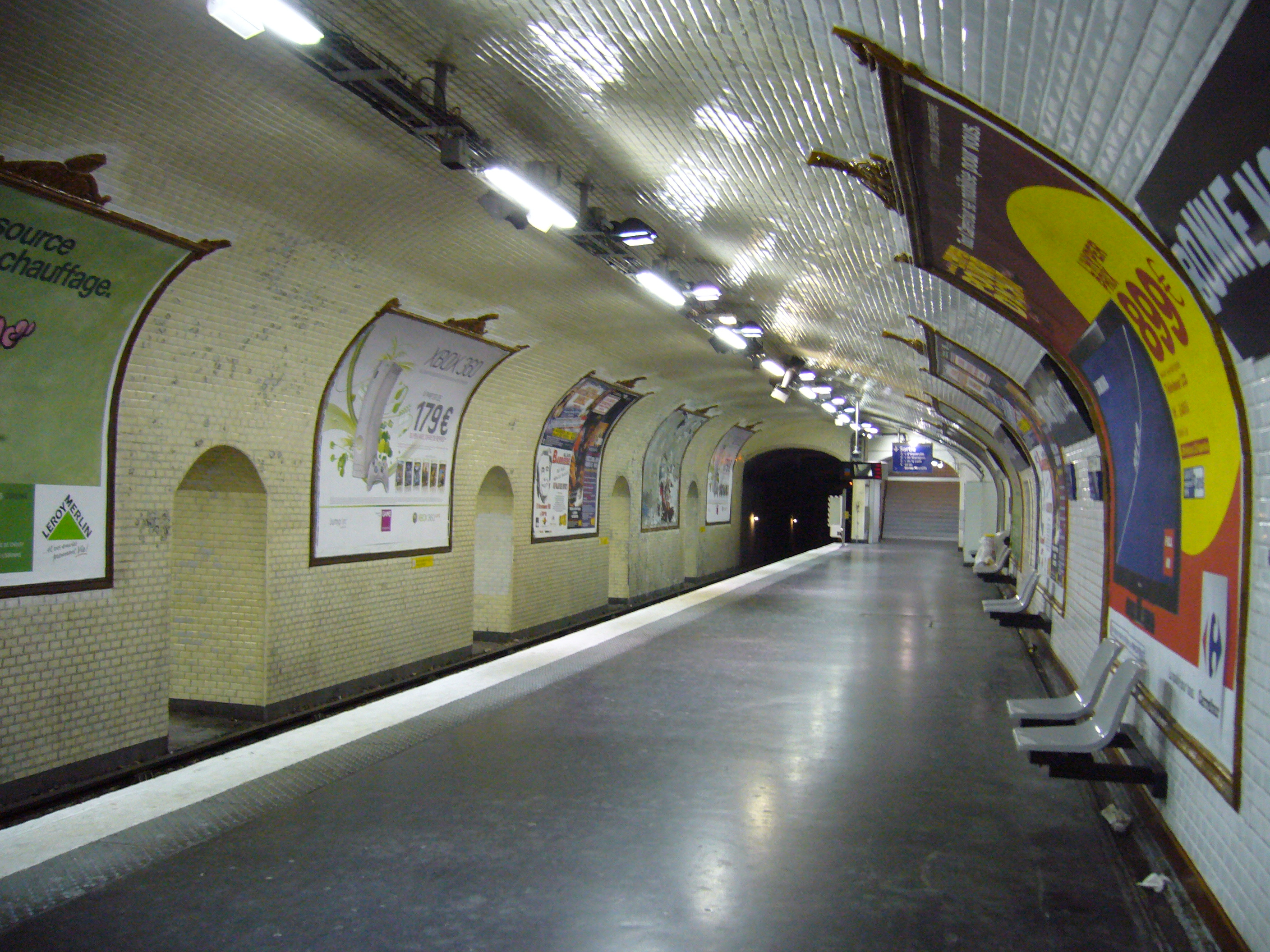
Banchina della linea 8
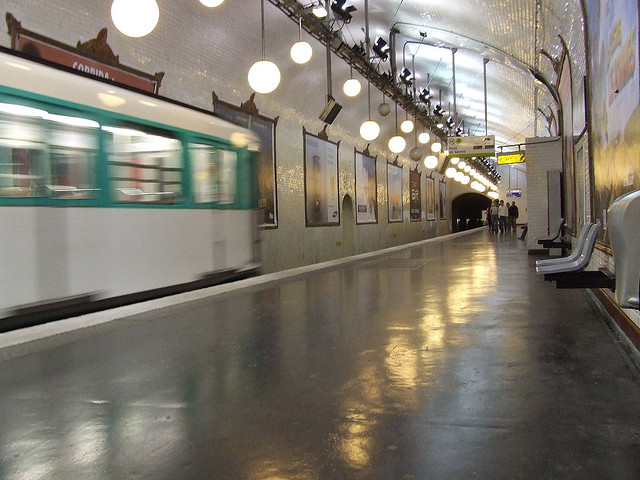
Banchina della linea 9

## Interconnessioni
- Bus RATP